# Lunik (Film)
Lunik ist ein deutscher Low-Budget-Film aus dem Jahr 2007. Regie führte Gilbert Beronneau.

## Handlung

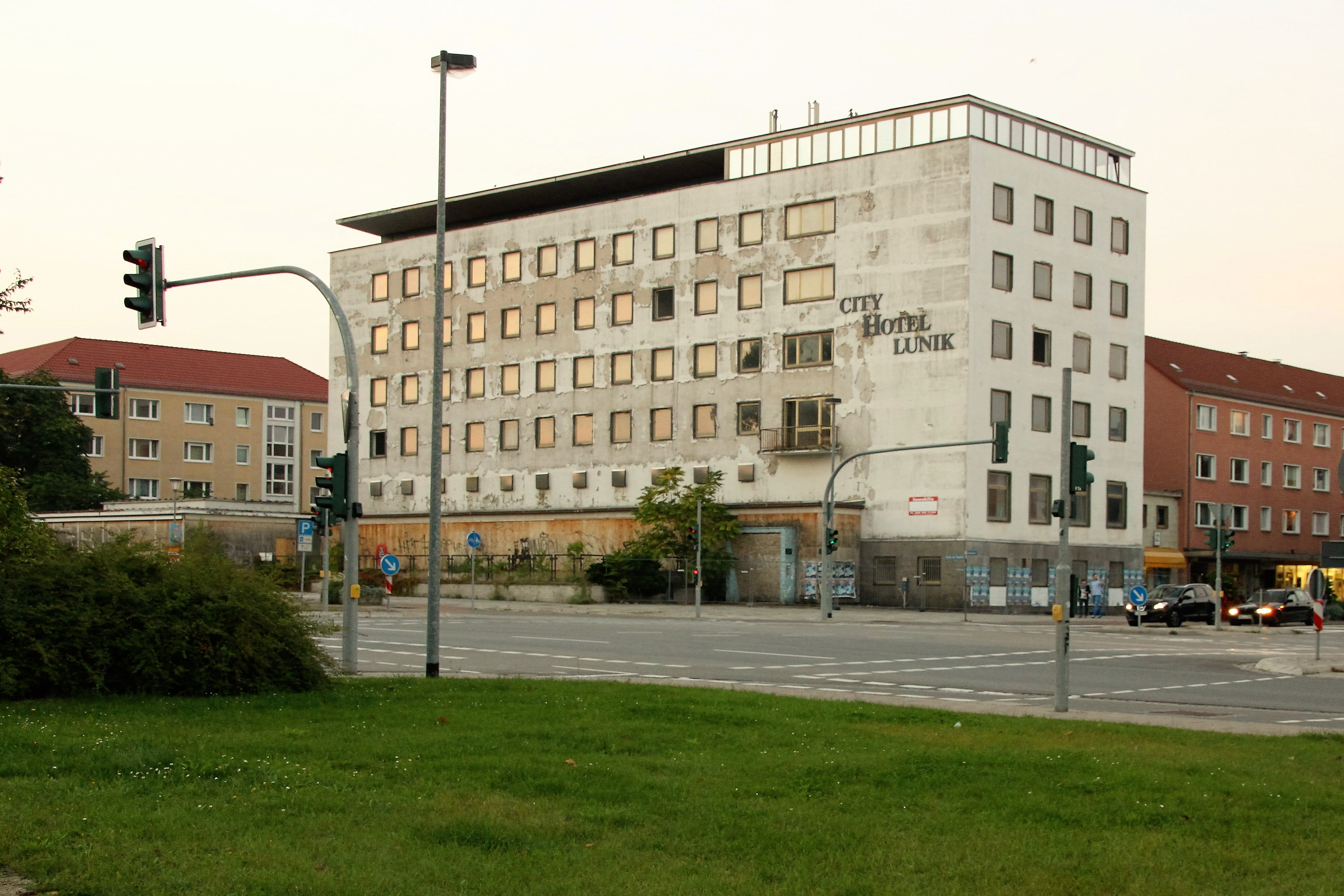
Das ehemalige Hotel Lunik in Eisenhüttenstadt

Schauplatz des Films ist das heruntergekommene Hotel Lunik (russ. „kleiner Mond“) in Eisenhüttenstadt, gebaut in den 60er Jahren, einst beste Adresse der Stadt und Standort eines Intershops. Die Geschwister Franz und Babette kämpfen gegen die konsumorientierte Gesellschaft, indem sie mit Waffengewalt Tankstellen und Supermärkte zu spontanen „Gratisverkäufen“ zwingen. Eingebettet in diese Rahmenhandlung erzählt der Film von familiären Fehlentwicklungen. Franz verweigert rigoros das Leben in einer geldorientierten Welt und nimmt eine Schar vermeintlich Gleichgesinnter in dem leeren Hotel auf, während Babette heimlich ihr Glück in einer Affäre mit dem Polizeiermittler Max sucht und ihr Cousin Toni gemeinsam mit seinem Barmann Viktor im Foyer des Hotels eine „Eventbar mit Niveau“ aufziehen will. Der Zusammenstoß dieser Parallelwelten ist unvermeidbar.

## Kritiken
Kino.de nannte Lunik eine „Tragikomödie von Autor und Regisseur Gilbert Beronneau, der den Schauplatz eines heruntergekommenen Hotels in Eisenhüttenstadt dazu nutzt, die Beziehungen zwischen einer Reihe skurriler Gestalten zu präsentieren. Prominenteste Bewohnerin des antikapitalistischen Mini-Universums ist Anna Maria Mühe (Was nützt die Liebe in Gedanken).“ Fazit: „Deutsche Tragikomödie mit einem Hotel voller skurriler Gestalten.“
kinofilmwelt.de urteilte: „Konsumorientierung und individuelle Freiheit sind ebenso Thema dieser deutschen Low-Budget-Produktion wie die Familiengeschichte der Geschwister mit den daraus resultierenden Problemen und Konflikten. Franz ist allerdings als Charakter so absurd gezeichnet, dass ein Großteil der Sozialkritik hinter dem Eindruck einer gestörten Persönlichkeit verschwindet. Mit relativ wenigen Außenaufnahmen erinnert der Film streckenweise eher an eine Theaterinszenierung, in der mehr die Dialoge als die Handlung das Geschenen vorantreiben.“

## Hintergrund
In der DVD-Ausgabe gibt es zusätzliches Material, darunter ein Interview mit Produzenten und Darstellern über Geld, Rollen und Eisenhüttenstadt.